# Néronde
Néronde és un municipi francès situat al departament del Loira i a la regió d'Alvèrnia-Roine-Alps. L'any 2007 tenia 463 habitants.

## Demografia

### Població
El 2007 la població de fet de Néronde era de 463 persones. Hi havia 204 famílies de les quals 68 eren unipersonals (52 homes vivint sols i 16 dones vivint soles), 64 parelles sense fills, 52 parelles amb fills i 20 famílies monoparentals amb fills.
La població ha evolucionat segons el següent gràfic:
Habitants censats

### Habitatges
El 2007 hi havia 303 habitatges, 202 eren l'habitatge principal de la família, 74 eren segones residències i 27 estaven desocupats. 268 eren cases i 34 eren apartaments. Dels 202 habitatges principals, 152 estaven ocupats pels seus propietaris, 37 estaven llogats i ocupats pels llogaters i 14 estaven cedits a títol gratuït; 1 tenia una cambra, 9 en tenien dues, 34 en tenien tres, 54 en tenien quatre i 105 en tenien cinc o més. 107 habitatges disposaven pel capbaix d'una plaça de pàrquing. A 98 habitatges hi havia un automòbil i a 78 n'hi havia dos o més.

### Piràmide de població
La piràmide de població per edats i sexe el 2009 era:
| Homes | Edats   | Dones |
| ----- | ------- | ----- |
| 0     | 95 o +  | 0     |
| 0     | 90 a 94 | 0     |
| 0     | 85 a 89 | 4     |
| 0     | 80 a 84 | 0     |
| 12    | 75 a 79 | 12    |
| 12    | 70 a 74 | 16    |
| 16    | 65 a 69 | 8     |
| 16    | 60 a 64 | 20    |
| 8     | 55 a 59 | 12    |
| 20    | 50 a 54 | 12    |
| 24    | 45 a 49 | 12    |
| 8     | 40 a 44 | 16    |
| 24    | 35 a 39 | 20    |
| 14    | 30 a 34 | 20    |
| 12    | 25 a 29 | 0     |
| 8     | 20 a 24 | 12    |
| 4     | 15 a 19 | 24    |
| 20    | 10 a 14 | 8     |
| 16    | 5 a 9   | 32    |
| 0     | 0 a 4   | 0     |

## Economia
El 2007 la població en edat de treballar era de 304 persones, 183 eren actives i 121 eren inactives. De les 183 persones actives 175 estaven ocupades (100 homes i 75 dones) i 8 estaven aturades (6 homes i 2 dones). De les 121 persones inactives 46 estaven jubilades, 36 estaven estudiant i 39 estaven classificades com a «altres inactius».

### Ingressos
El 2009 a Néronde hi havia 214 unitats fiscals que integraven 475 persones, la mediana anual d'ingressos fiscals per persona era de 16.143 €.

### Activitats econòmiques
Dels 12 establiments que hi havia el 2007, 3 eren d'empreses de construcció, 2 d'empreses de comerç i reparació d'automòbils, 2 d'empreses de transport, 1 d'una empresa d'hostatgeria i restauració, 1 d'una empresa immobiliària, 1 d'una empresa de serveis i 2 d'empreses classificades com a «altres activitats de serveis».
Dels 6 establiments de servei als particulars que hi havia el 2009, 1 era una oficina de correu, 2 guixaires pintors, 1 lampisteria, 1 perruqueria i 1 agència immobiliària.
L'únic establiment comercial que hi havia el 2009 era una botiga de menys de 120 m².
L'any 2000 a Néronde hi havia 19 explotacions agrícoles que ocupaven un total de 266 hectàrees.

## Equipaments sanitaris i escolars
El 2009 hi havia una escola elemental. Néronde disposava d'un liceu tecnològic amb 163 alumnes.

## Poblacions més properes
El següent diagrama mostra les poblacions més properes.